# May Irwin
May Irwin (27 de junho de 1862 - 22 de outubro de 1938) foi uma atriz e cantora canadense. Apareceu em 1896 no primeiro beijo filmado com John C. Rice e fora filmada por uma máquina de Thomas Edison no filme The Kiss.